# Dasychira hypnotoides
Dasychira hypnotoides är en fjärilsart som beskrevs av Collenette 1957. Dasychira hypnotoides ingår i släktet Dasychira och familjen tofsspinnare. Inga underarter finns listade i Catalogue of Life.